# Harald Plachter
Harald Plachter (* 26. Mai 1950 in Nürnberg; † 7. Mai 2025) war ein deutscher Biologe und Professor für Naturschutzbiologie an der Philipps-Universität Marburg.

## Leben
Plachter studierte bis 1976 Biologie und Chemie in Erlangen-Nürnberg. Von 1976 bis 1978 promovierte er in der Zoologie in Erlangen und wurde anschließend Leiter der Abteilung Natur- und Artenschutz des Bayerischen Landesamtes für Umweltschutz. Parallel unterrichtete er in Ulm und Erlangen. 1987 habilitierte er sich in Zoologie an der Universität Ulm. Ab 1990 war er bis zu seiner Emeritierung Professor für Naturschutz an der Universität Marburg. Er arbeitete zudem sechs Monate an der Graduate School for International Development and Cooperation der Universität Hiroshima.

## Schriften
- H. Plachter, U. Stachow, A. Werner: Methoden zur naturschutzfachlichen Konkretisierung der „Guten fachlichen Praxis“ in der Landwirtschaft. (= Naturschutz und Biologische Vielfalt. Band 7). Landwirtschaftsverlag Münster, Bonn 2005, ISBN 3-7843-3907-7.
- M. Flade, H. Plachter, R. Schmidt, A. Werner: Introduction. In: M. Flade, H. Plachter, R. Schmidt, A. Werner (Hrsg.): Nature conservation in agricultural ecosystems. Quelle & Meyer, Wiebelsheim 2006, ISBN 3-494-01306-3.
- E. Heidt, H. Plachter: Conservation assessment in agricultural landscapes. In: M. Flade, H. Plachter, R. Schmidt, A. Werner (Hrsg.): Nature Conservation in agricultural ecosystems. Quelle & Meyer, Wiebelsheim 2006, ISBN 3-494-01306-3.